# Stenidiocerus
Stenidiocerus är ett släkte av insekter som beskrevs av Ossiannilsson 1981. Stenidiocerus ingår i familjen dvärgstritar.
Släktet innehåller bara arten Stenidiocerus poecilus.